# Bezvěrov
Bezvěrov (en allemand : Bernklau) est une commune du district de Plzeň-Nord, dans la région de Plzeň, en République tchèque. Sa population s'élevait à 664 habitants en 2022.

## Géographie
Bezvěrov se trouve à 27 km à l'est-nord-est de Mariánské Lázně, à 37 km au nord-ouest de Plzeň et à 99 km à l'ouest de Prague.
La commune est limitée par Štědrá au nord, par Manětín et Nečtiny à l'est, par Krsy et Úterý au sud, et par Toužim à l'ouest.

## Histoire
La première mention écrite de la localité date de 1379.

## Administration
La commune se compose de dix sections :
- Bezvěrov
- Buč
- Chudeč
- Dolní Jamné
- Krašov
- Potok
- Služetín u Bezvěrova
- Světec u Dolního Jamného
- Vlkošov
- Žernovník u Dolního Jamného (comprend le hameau de Nová Víska)

## Galerie

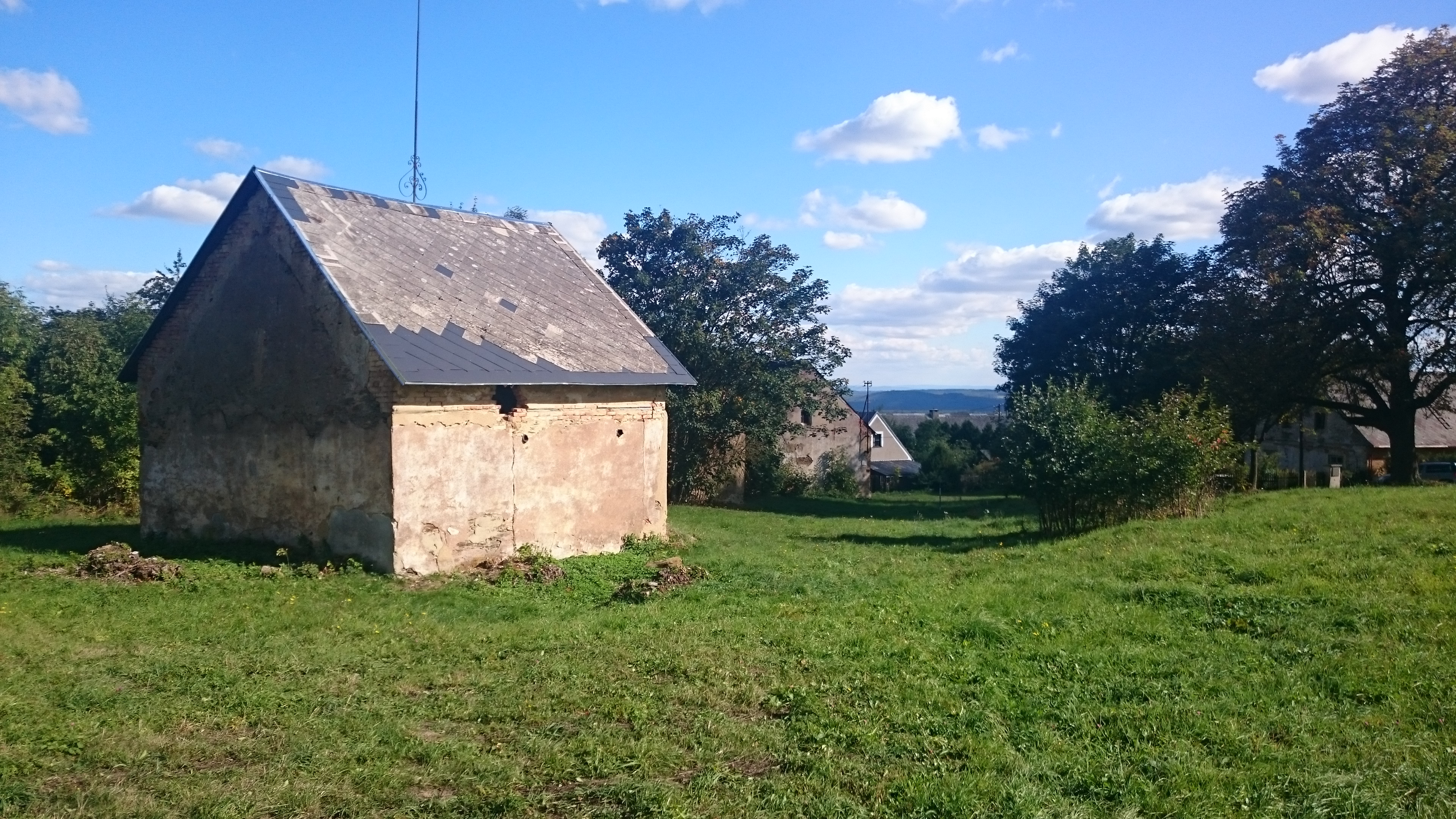
Krašov.
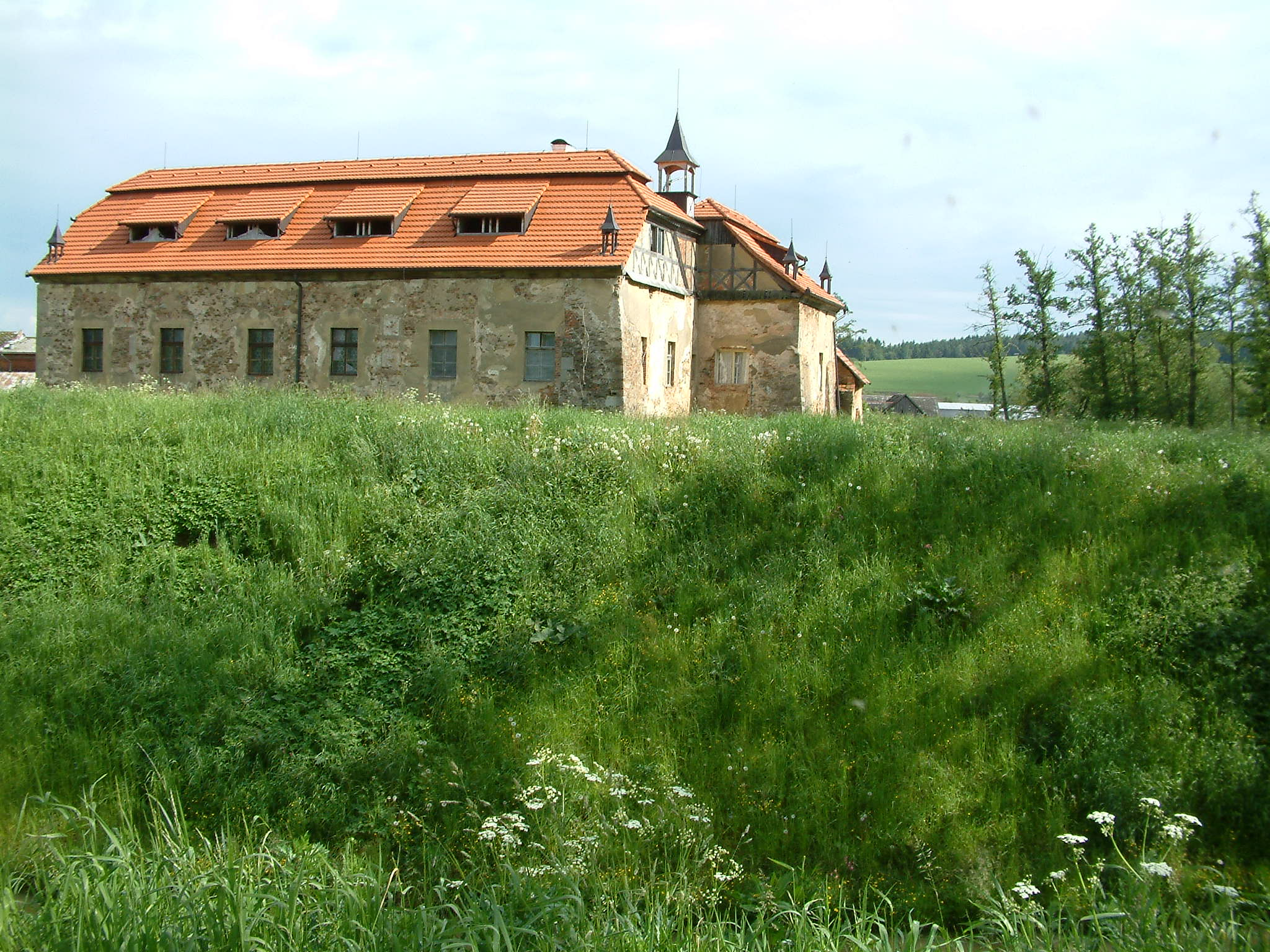
Château de Vlkošov.

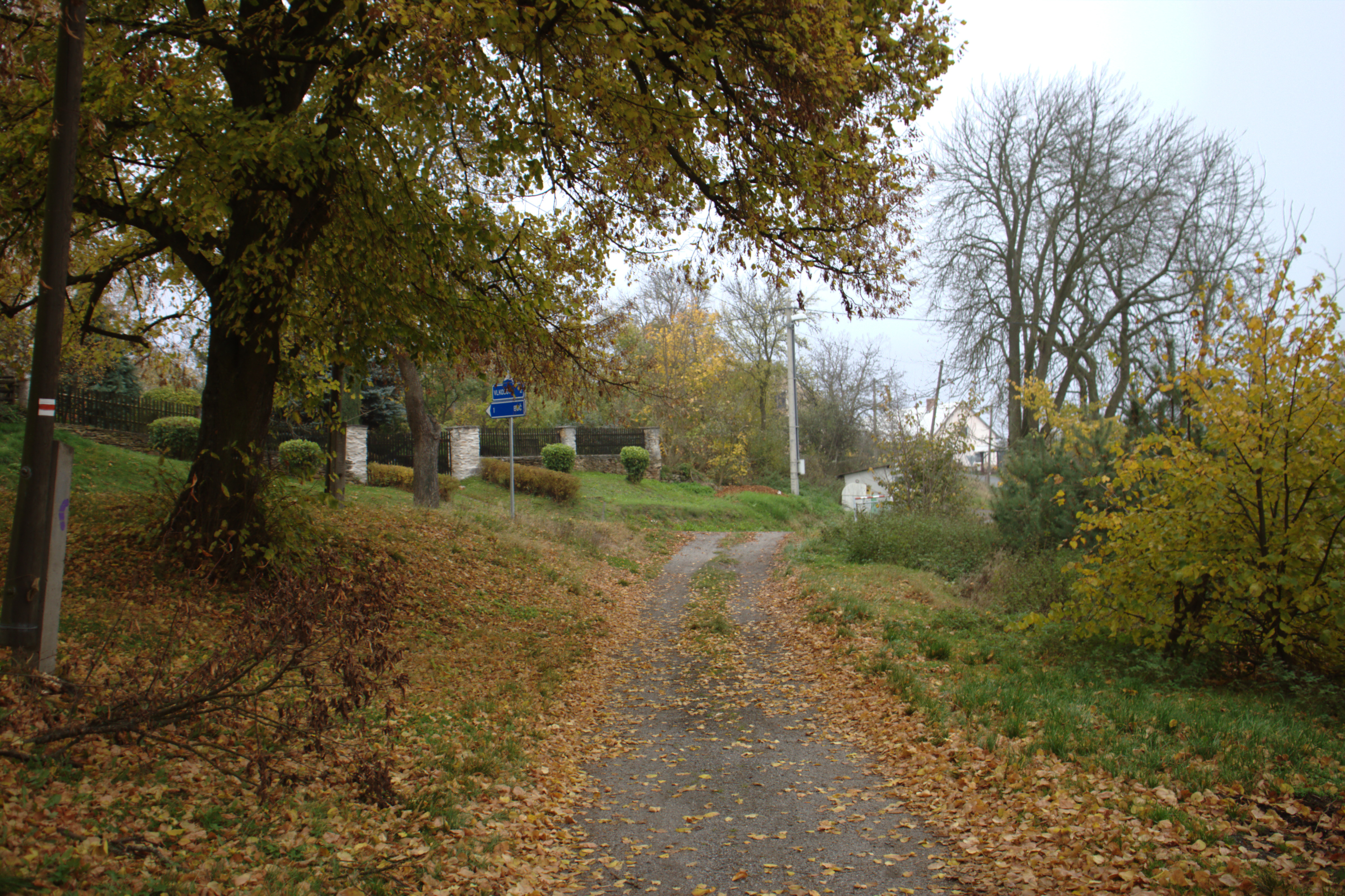
Služetín.
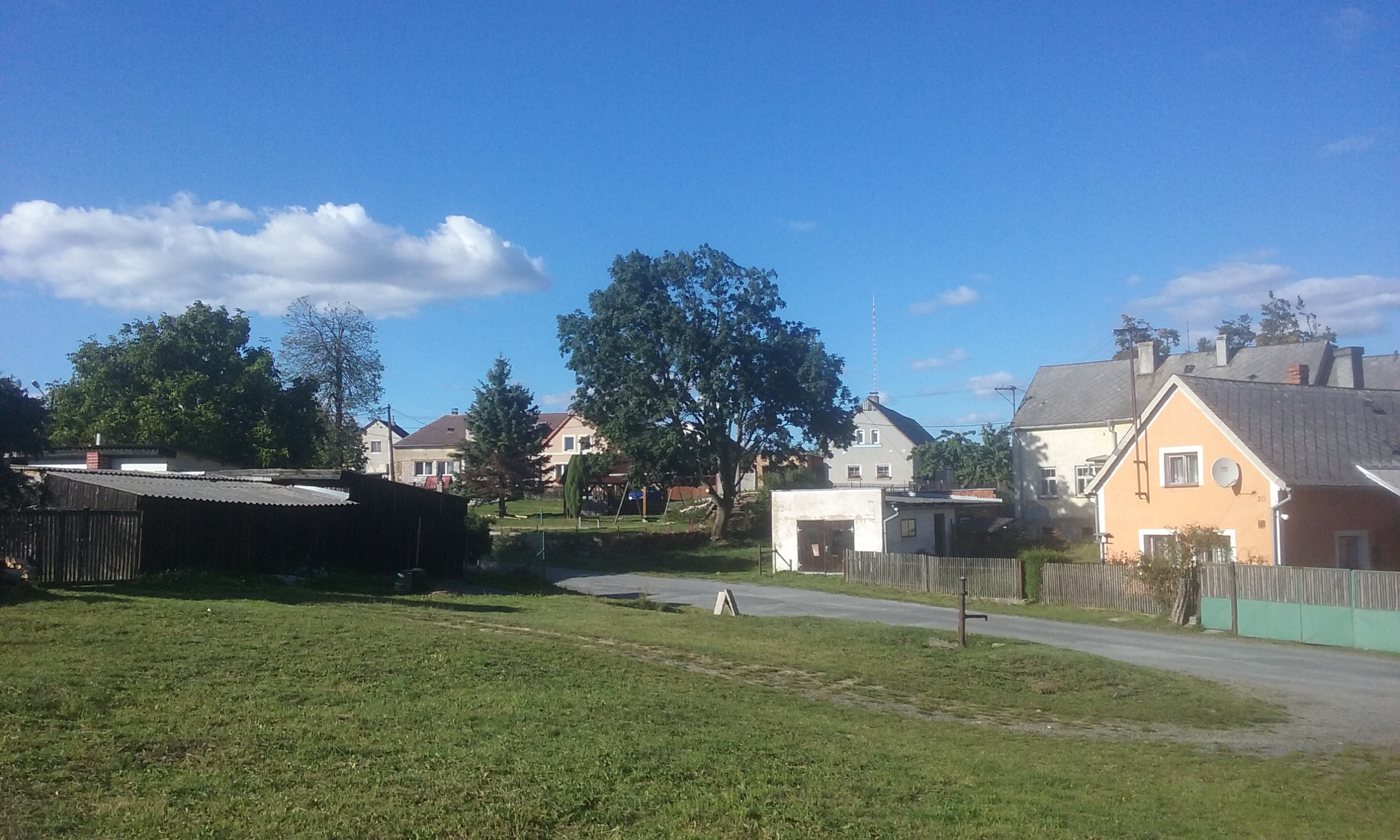
Chudeč.

## Transports
Par la route, Bezvěrov se trouve à 9 km de Toužim, à 40 km de Plzeň, à 41 km de Karlovy Vary et à 119 km de Prague. 